# Phrygile de Patagonie
Phrygilus patagonicus
Pour les articles homonymes, voir Phrygile.
Espèce
Statut de conservation UICN

 LC  : Préoccupation mineure
Le Phrygile de Patagonie (Phrygilus patagonicus) est une espèce de passereaux appartenant à la famille des Thraupidae.

## Répartition
Son aire s'étend du centre du Chili à la Terre de Feu.